# Organum subfornicale
Das Organum subfornicale oder Subfornikalorgan liegt am Dach des III. Ventrikels unterhalb des Fornix (lat. für „Gewölbe“). Es ist eines der zirkumventrikulären Organe mit fenestriertem Ependym und speziellen Ependymzellen, den Tanycyten. An dieser Stelle ist die Blut-Hirn-Schranke unterbrochen.

## Funktion
Das Organum subfornicale ist an der Steuerung des Salz- und Wasserhaushalts des Körpers beteiligt. Es ist das zentrale Organ für die Steuerung des Durstgefühls. Stimulierung der erregbaren (exzitatorischen) Nervenzellen des Organs führt zu sofortigem Durstgefühl. Stimulierung der hemmbaren (inhibitorischen) Nervenzellen des Organs führt zum sofortigen Abbruch des Trinkens.
Die Neurone sind besonders sensitiv für das Hormon Angiotensin II, das bei zu niedrigem Blutdruck durch Proteolyse durch Renin und Konvertierung durch das Angiotensin Converting Enzyme (ACE) aus dem Zymogen Angiotensinogen entsteht (Renin-Angiotensin-System). Diese Aktivierung von Angiotensin II findet bei zu niedrigem Blutdruck statt. Das Organum subfornicale sendet auf den Angiotensin II-Reiz hin Signale über Efferenzen in den Nucleus preopticus des Hypothalamus. Als Transmitter wirkt hier ein Angiotensin-ähnliches Protein.
Der Nucleus preopticus erhält neben den Afferenzen des Organum subfornicale auch solche mit Informationen über Barorezeptoren in den Gefäßwänden der großen Venen (Venae cavae) sowie dem rechten Vorhof des Herzens. Nach Verrechnung dieser Informationen wird Durst und ein Wassersuch-Verhalten ausgelöst. Durch Wasseraufnahme wird das fehlende Volumen wieder aufgefüllt, der Blutdruck steigt und die Angiotensin II-Konzentration im Blut nimmt ab. Angiotensin II besitzt eine sehr kurze Plasmahalbwertszeit.